# خطة كاستيلو
خطة كاستيلو – العنوان رسميًا Afbeelde van de Stadt Amsterdam in Nieuw Neederlandt (بالهولندية، «صورة لمدينة أمستردام في نيو نذرلاند») – هي خريطة المدينة القديمة لما يُعرف الآن الحي المالي، مانهاتن في مانهاتن السفلى من نسخة أصلية تعود لعام 1660. أُنشىء بواسطة جاك كورتيليو كورتيليو (1625–1693ق.)، وهو مساح فيما كان يُسمى آنذاك نيو أمستردام – أعيدت تسميتها لاحقًا من قبل مستوطنة مقاطعة نيويورك باسم مدينة نيويورك. الخريطة الموجودة حاليًا في مكتبة نيويورك العامة هي نسخة تم إنشاؤها حوالي 1665 إلى 1670 بواسطة رسام غير معروف من نسخة أصلية عمل كتابي مفقود من كورتيليو.
حوالي عام 1667، ربط رسام الخرائط جوان بلاو (1596-1673) الخطة الحالية بأطلس، جنبًا إلى جنب مع رسومات أخرى مصنوعة يدويًا من نيو أمستردام. باع الأطلس لكوزيمو الثالث دي ميديشي، دوق توسكانا الأكبر. حدثت هذه الصفقة على الأرجح في أمستردام، هولندا، حيث لم يثبت أن بلاو قد وطأت قدمًا في نيو نذرلاند.
ظلت الخطة في إيطاليا، حيث اكتشفت في عام 1900 في فيلا دي كاستيلو بالقرب من فلورنسا. طُبع عام 1916 وحصل على اسم «كاستيلو بلان» في ذلك الوقت.
غطي على نطاق واسع في المجلد 2 من مسح إسحاق نيوتن فيلبس ستوكس المكون من ستة مجلدات، أيقونات جزيرة مانهاتن (1915 – 1928).

خريطة المدينة القديمة 1660

ثبت نصب خطة كاستيلو في بيتر مينويت بلازا في مانهاتن السفلى. في شارع كورتيليو الحديث في حي حديقة ديتماس في بروكلين، توجد حانة تحمل اسم ذي كاستيلو بلان.

## أنظر أيضا
- تاريخ مدينة نيويورك
- خريطة Manatus[الإنجليزية]

## روابط خارجية
- أيقونية جزيرة مانهاتن من مكتبات جامعة كولومبيا
- تراكب خطة كاستيلو على مانهاتن الحالية
- قائمة أصحاب العقارات
- نسخة زوومابلي من خطة كاستيلو
- نموذج ثلاثي الأبعاد يعتمد على خطة كاستيلو
- مركز تاريخ أمستردام الجديد
- حانة خطة كاستيلو